# Skopska Crna Gora
La Skopska Crna Gora (en macédonien Скопска Црна Гора, en albanais Mali i Zi ou Malet e Karadaku) est un massif qui s'élève à la frontière du Kosovo et de la Macédoine du Nord. Son nom signifie « montagne noire de Skopje ». Elle s'entend sur 50 kilomètres de long et elle est limitée du côté kosovar par le Lepenec et la ville de Kačanik, et du côté macédonien par la vallée du Vardar, où s'étend l'agglomération de Skopje, capitale du pays. La chaîne culmine au pic Ramno, à 1 651 m d'altitude.